# Borgarting
Borgarting o Borgarthing (nórdico antiguo: Borgarþing) fue una de las más importantes asambleas regionales de hombres libres (thing) de Noruega durante la Edad Media. Su nombre deriva de la zona donde se celebraban las sesiones, en Borg (hoy Sarpsborg), y fue creada antes de 1164 cuando fueron absorbidos los distritos de Greland y Telemark. El thing amparaba todos los distritos de la región costera de la frontera sud-oriental con Suecia, al oeste de la actual Risør. Según tradición popular, fue Olaf II el Santo quien organizó la institución del Borgarting, se mencionó por primera vez en crónicas contemporáneas hacia 1224.